# Ducato di San Sava
Il Ducato di San Sava (in latino Ducatus Sancti Saba, in serbo-croato: Hercegovina Svetog Save) fu uno stato medievale slavo meridionale esistito al momento della conquista Ottomana della penisola Balcanica.

## Storia
Il ducato fu governato da Stefano Vukčić Kosača e da suo figlio Ladislao, membri della famiglia nobile Kosače e comprendeva territori degli odierni stati di Bosnia ed Erzegovina, Serbia, Croazia e Montenegro. La sede del voivodato si trovava a Breznica, nell'odierno Montenegro. 
Il titolo di Stefano era "Duca di San Sava", dal nome del primo arcivescovo serbo: San Sava. La traduzione tedesca del titolo di voivoda è herzeg, con il quale poi verrà battezzata l'odierna regione di Erzegovina. La parola Herzeg fu usata dagli Ottomani per la zona che poi fu trasformata in uno dei sangiaccati (in turco Hersek Sancağı) da parte degli Ottomani.
Nei documenti inviati il 20 Gennaio 1448 all'imperatore del Sacro Romano Impero, Federico III, Stefano Kosača si definisce "il Duca di San Sava", "Il Signore di Zaclumia e di Primorje" e "granduca" e costringe il re bosniaco a riconoscerlo come tale. Il titolo di "Duca di San Sava" ebbe un considerevole valore pubblico in quanto la salma di San Sava, che si trovava presso il monastero di Mileseva, fu considerata miracolosa da tutte le persone di religione Cristiana (sia Cattolici che ortodossi) dei Balcani.
Il 15 Febbraio 1444 il Duca firmò un accordo con Alfonso V, re di Aragona e di Napoli, col quale il primo divenne vassallo del secondo in cambio di aiuto contro i nemici. Quest'ultimi erano in primis re Stefano Tommaso Ostojić e poi il duca Ivaniš Pavlović e la Repubblica di Venezia. Nello stesso accordo Stefano promette inoltre di pagare una somma a titolo di vassallaggio al re Alfonso V, anziché al sultano.
Nel 1451 Stefano attaccò Ragusa ed iniziò l'assedio della città. Per tutta risposta, il governo di Ragusa lo dichiarò un traditore ed offrì una ricompensa di 15.000 ducati, un Palazzo a Ragusa del valore di 2.000 ducati, un reddito annuale di 300 ducati e la promessa di nobiltà ereditaria di Ragusa a chiunque l'avesse ucciso. La minaccia spaventò Stefano così tanto che egli abbandonò l'assedio.
Stefano Vukčić morì nel 1466, seguito dal figlio maggiore Vladislav Hercegović. Le forze ottomane guidate dal figlio più giovane di Stefano, Hersekli Ahmed Pascià che in precedenza si era convertito all'Islam, sconfissero le forze armate di Vladislav nel 1482. Nell'Impero Ottomano, l'Erzegovina diventò un sangiaccato nel pascialato bosniaco.
Stefano fu il fondatore dei monasteri ortodossi di Zagrađe e Savin vicino alla sede del suo ducato a Castelnuovo, nell'odierno Montenegro.

## Sovrani
- Stefano Vukčić Kosača, 1435 – 1466
- Vladislav Hercegović, 1466 – 1483